# Gabby Barrett
Gabrielle Bernadette Barrett (Munhall, 5 de março de 2000) é uma cantora de música country norte-americana.